# Yspertal
Yspertal é um município da Áustria localizado no distrito de Melk, no estado de Baixa Áustria.

## Geografia
O município ocupa uma superfície de 47,65 km². Do seu território, 67,64 % são florestados.

## População
Yspertal tinha 1900 habitantes no fim de 2005. (1991:1834; 1971:1933)

## Política
O burgomestre é Karl Moser (ÖVP).

### Câmara Municipial
- ÖVP 12
- SPÖ 7

## Subdivisões
Haslau, Kapelleramt, Nächst Altenmarkt, Wimberg, Yspertal